# الحسيان
الحسيان إحدى بلديات دائرة عين النويصي التابعة لولاية مستغانم.